# Kissármás
Kissármás (románul Sărmășel) falu Romániában Maros megyében. Közigazgatásilag Nagysármáshoz tartozik.

## Fekvése
Marosvásárhelytől 51 km-re északnyugatra a Mezőségi-patak völgyében fekszik községközpontjával Nagysármással északkeletről szorosan összenőve.

## Nevének eredete
Neve a magyar sárma (= kígyóvirág) növénynévből való.

## Története
1329-ben említik először.1907 és 1909 között salétromot keresve a Bolygó-réten végzett fúrásoknál fedezték fel Erdélyben először a földgázt. A gázmező szomszédságában sósforrások törnek fel, melyekre sósfürdő is települt. 1910-ben 890, többségben román lakosa volt, jelentős magyar kisebbséggel. A trianoni békeszerződésig Kolozs vármegye Nagysármási járásához tartozott. 1992-ben 724 lakosából 708 román, 12 magyar, 4 cigány volt.

## Híres emberek
- Itt született 1893. február 13-án Szász Ferenc, szövérdi mezőgazdasági szakíró és amatőrcsillagász.